# Charles Moore (11e comte de Drogheda)
Pour les articles homonymes, voir Charles Moore et Moore.
Charles Garrett Ponsonby Moore, 11e comte de Drogheda (23 avril 1910 - 24 décembre 1989), titré vicomte Moore jusqu'en 1957, est un pair britannique.

## Biographie
Il est le fils aîné d'Henry Moore (10e comte de Drogheda) et de sa première épouse, Kathleen Pelham Burn, et fait ses études au Collège d'Eton. En 1940, il devient capitaine dans la division de l'armée territoriale de la Royal Artillery. En 1946, il est nommé Officier de l'Ordre de l'Empire britannique (OBE).
En 1946, il devient directeur général du Financial Times et hérite du comté de son père en 1957. En 1964, il est promu Chevalier Commandeur de l'Ordre de l'Empire britannique (KBE) et à sa retraite en 1972, il est nommé Chevalier de la Jarretière (KG). À partir de 1974, il est président de l'Institut des directeurs et à partir de 1983, directeur national indépendant de Times Newspapers, occupant les deux postes jusqu'à sa mort.
Le 16 mai 1935, à l'hôtel de ville de New York, il épouse Joan Eleanor Carr (1902-1989, née Joan Eleanor M. Birkbeck), une ancienne épouse de Dawson R. Miller et une ancienne épouse du violoniste Isek D. Melsak (connu professionnellement sous le nom de Daniel Melsa). Pianiste de concert, elle est la fille unique de Lilian Henrietta Birkbeck (née White, anciennement Mrs. James Braidwood Birkbeck) et William Henry Carr, alias William Henry Carr-Birkbeck, qui n'étaient pas mariés. Un article de journal note que sur la demande de mariage, la fiancée de Lord Moore a déclaré que ses deux mariages précédents s'étaient terminés en 1929 et 1930, qu'elle est employée comme "artiste" et "qu'elle ne pouvait pas se souvenir du nom de son père".
Les Droghedas ont un enfant, Derry Moore (12e comte de Drogheda) (né en 1937), un photographe, qui hérite du comté à la mort de son père en 1989.